# Cormainville
Cormainville település Franciaországban, Eure-et-Loir megyében. Lakosainak száma 222 fő (2022. január 1.). Cormainville Courbehaye, Bazoches-en-Dunois, Nottonville és Guillonville községekkel határos.

## Népesség
A település népességének változása:
| Lakosok száma | 312  | 219  | 185  | 219  | 248  | 247  | 237  | 232  | 231  | 222  |
|               | 1968 | 1982 | 1990 | 2006 | 2013 | 2015 | 2017 | 2019 | 2020 | 2022 |